# Ruptawa i Cisówka
Ruptawa i Cisówka – sołectwo Jastrzębia-Zdroju, od 1975 roku w granicach miasta. Składa się z dawnych wsi Ruptawa i Cisówka. W 2021 r. sołectwo miało 4345 mieszkańców i liczyło 1522,51 ha powierzchni.

## Podział administracyjny – przysiółki

### Ruptawa
- Biadoszek
- Maryjowiec
- Pająkówka
- Ruptawiec

### Cisówka
- Brzeziny
- Kępa